# Geron
Geron är ett släkte av tvåvingar. Geron ingår i familjen svävflugor.

## Bildgalleri

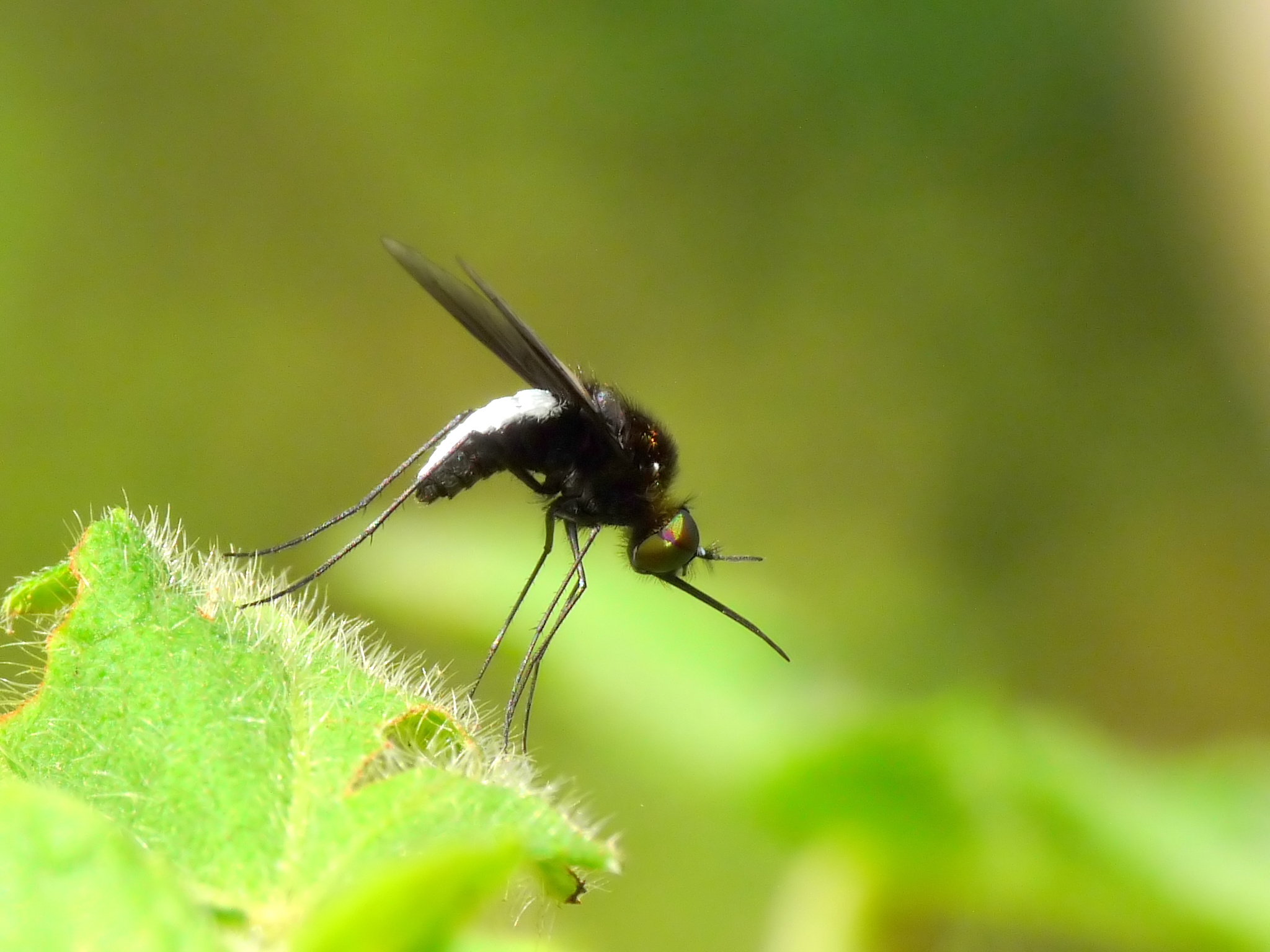
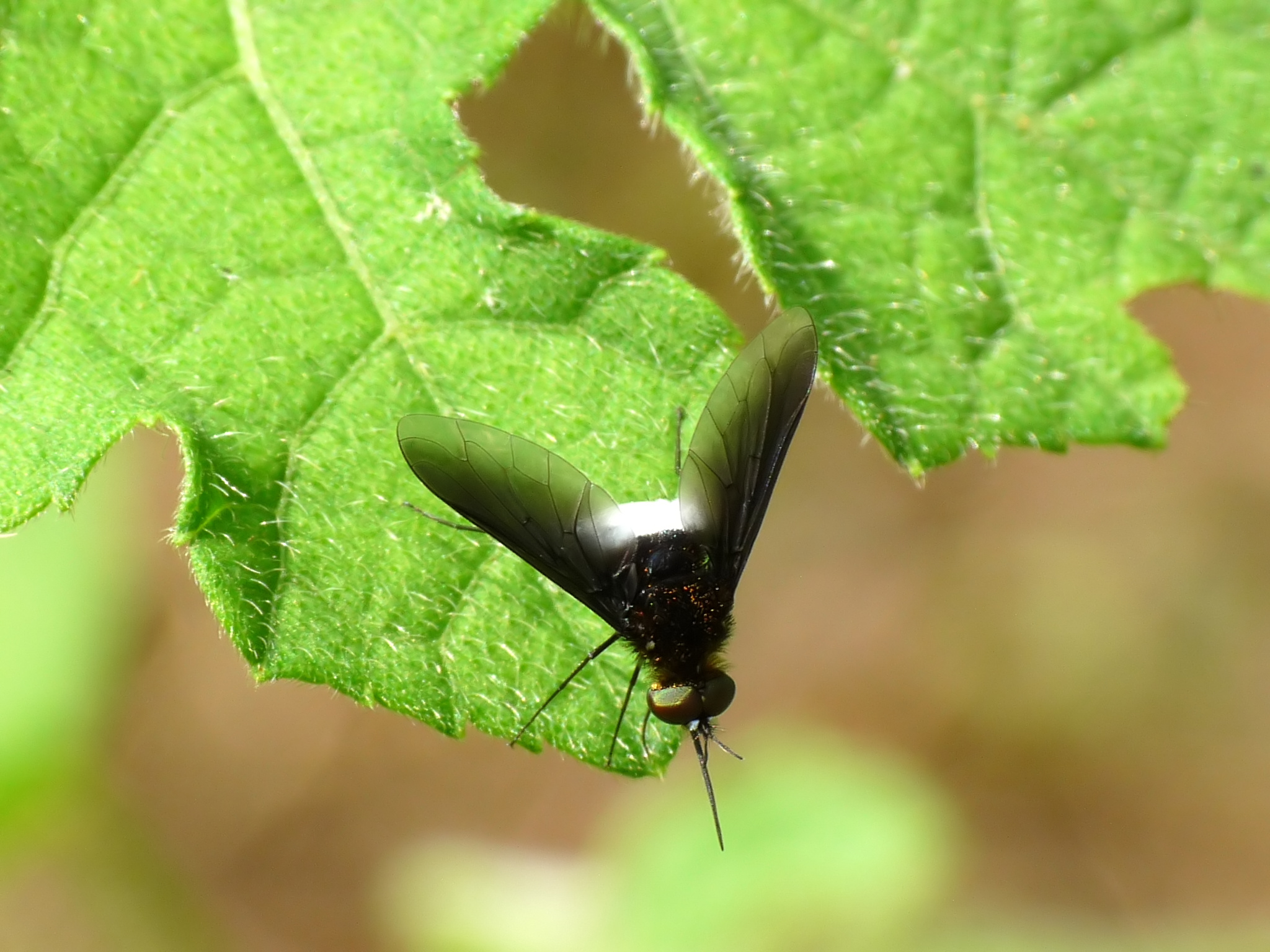
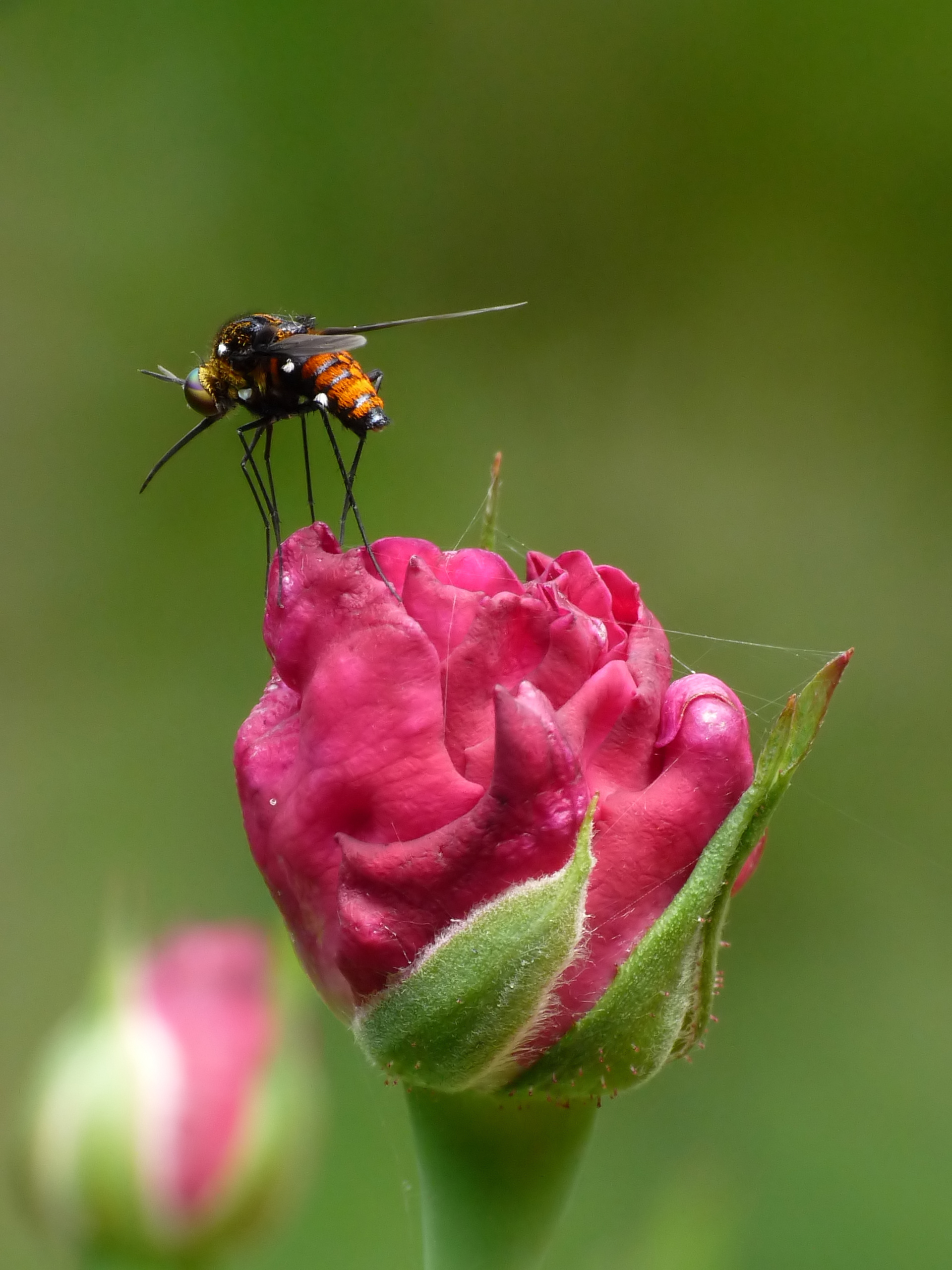
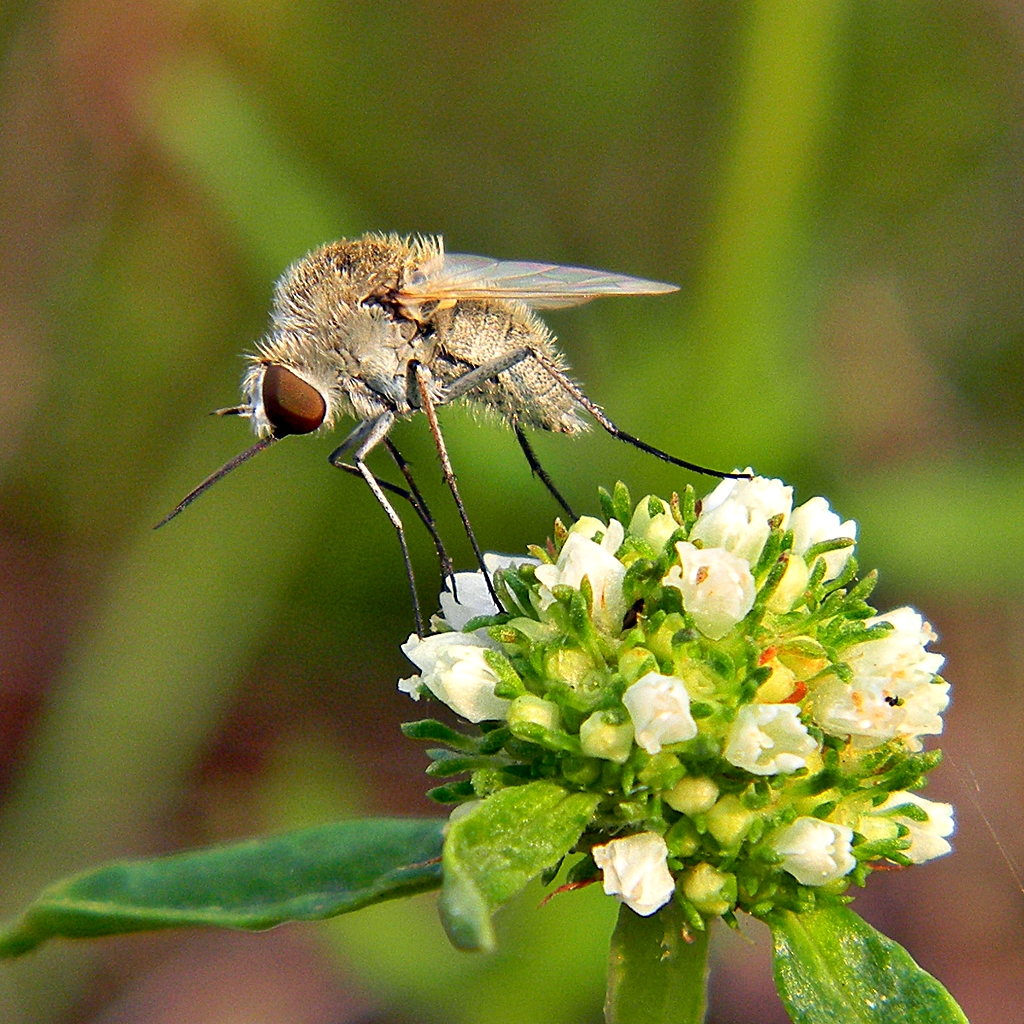

## Dottertaxa tillGeron, i alfabetisk ordning[1]
- Geron aaptis
- Geron ablusus
- Geron aequalis
- Geron aesion
- Geron africanus
- Geron albarius
- Geron albescens
- Geron albidipennis
- Geron albidus
- Geron albifacies
- Geron albihalteris
- Geron albipilosus
- Geron albus
- Geron amboinensis
- Geron anceps
- Geron anomalus
- Geron arenicola
- Geron argentifrons
- Geron argutus
- Geron aridus
- Geron articulatus
- Geron asiaticus
- Geron auratus
- Geron auricomus
- Geron australis
- Geron balpi
- Geron barbatus
- Geron basutoensis
- Geron bechuanus
- Geron bezzii
- Geron binatus
- Geron borealis
- Geron bowdeni
- Geron cabon
- Geron calvus
- Geron candidulus
- Geron canescens
- Geron canus
- Geron capensis
- Geron capicolus
- Geron cheilicterus
- Geron chrysonotum
- Geron confusus
- Geron consors
- Geron cressoni
- Geron curvipennis
- Geron dasycerus
- Geron declinatus
- Geron delicatus
- Geron dicronus
- Geron digitarius
- Geron dilutus
- Geron dispar
- Geron disparilis
- Geron dissors
- Geron dubiosus
- Geron efflatouni
- Geron elachys
- Geron emiliae
- Geron eriogonae
- Geron erythroccipitalis
- Geron erythropus
- Geron europacificus
- Geron exemptus
- Geron exumae
- Geron farri
- Geron flavocciput
- Geron freidbergi
- Geron fumipennis
- Geron furcifer
- Geron fuscipes
- Geron fusciscelis
- Geron garagniae
- Geron gariepinus
- Geron gibbosus
- Geron gilloni
- Geron grandis
- Geron griseus
- Geron halli
- Geron halteralis
- Geron hemifuscis
- Geron hesperidum
- Geron hessei
- Geron heteropterus
- Geron holosericeus
- Geron hybus
- Geron inflatus
- Geron infrequens
- Geron intonsus
- Geron johnsoni
- Geron juxtus
- Geron karakara
- Geron karooanus
- Geron kazabi
- Geron kerzhneri
- Geron kozlovi
- Geron krymensis
- Geron lactipennis
- Geron lasiocornis
- Geron latifrons
- Geron lepidus
- Geron leptocerus
- Geron litoralis
- Geron longiventris
- Geron luctuosus
- Geron macquarti
- Geron maculifacies
- Geron malekulanus
- Geron marius
- Geron marshalli
- Geron meigeni
- Geron michaili
- Geron mononensis
- Geron mononesensis
- Geron montanus
- Geron monticola
- Geron munroi
- Geron mystacinus
- Geron mysticus
- Geron namaensis
- Geron nasutus
- Geron nephroideus
- Geron neromelanus
- Geron neutralis
- Geron nevadensis
- Geron nigerrimus
- Geron nigralis
- Geron nigrifacies
- Geron nigrifemoris
- Geron nigripes
- Geron nigrocciput
- Geron niveolus
- Geron niveus
- Geron nomadicus
- Geron notios
- Geron nudus
- Geron olivierii
- Geron opacus
- Geron orthoperus
- Geron painteri
- Geron pallipilosus
- Geron paramonovi
- Geron paraustralicus
- Geron parvidus
- Geron parvus
- Geron peringueyi
- Geron peucon
- Geron phallophorus
- Geron philippinensis
- Geron priapeus
- Geron prosopidis
- Geron psammobates
- Geron ritae
- Geron robertsi
- Geron roborovskii
- Geron rufipes
- Geron saccharus
- Geron salmonus
- Geron samarus
- Geron semifuscus
- Geron senilis
- Geron seychellarum
- Geron simplex
- Geron simplicipennis
- Geron sinensis
- Geron smirnovi
- Geron snowi
- Geron sparsus
- Geron stenos
- Geron subauratus
- Geron subflavofemoratus
- Geron syriacus
- Geron tenue
- Geron terminatus
- Geron transvaalensis
- Geron turneri
- Geron umbripennis
- Geron validus
- Geron waltoni
- Geron varicapillis
- Geron weemsi
- Geron westralicus
- Geron viaticus
- Geron victolgae
- Geron winburni
- Geron vitripennis